# 天馬飛彈
天馬飛彈（Tien Ma 1, Sky Horse），是中華民國中山科學研究院以「天馬計劃」為代號研發的中程彈道飛彈。

## 發展歷史
天馬計畫的進行時間遲於青鋒飛彈，不早於1970年代晚期；該計畫試圖打造比青鋒飛彈更大的陸射彈道飛彈，該計畫緣起有兩種說法：
1. 為1980年代啟動，後時任中華民國總統蔣經國受到美國政府壓力在1982年6月被迫中止計劃。[1]
2. 計劃開始於1993年，為因應臺灣的防禦打造一種短程、地對地，固體燃料推進的飛彈，不久後因為技術問題而被取消。但不久後中國人民解放軍的威脅開始升級，1996年重新啟動該計畫。由於天馬使用的技術是過時的，最終2000年後該計畫永久放棄。[原創研究？]

從天馬飛彈的傳言出現起，長期該計畫僅存在於傳言中，直到1999年中山科學研究院30周年院慶時，天馬計畫的存在及概念模型首度曝光。就中科院的解說，天馬計畫為1980年初實施，以青鋒飛彈為基礎，進行脫節機構關鍵性技術開發，以及脫節後第二節火箭空中點火的研究，均獲得初步驗證成功……隨後因國防政策調整，計畫叫停…；台灣探空火箭計畫執行初期也有退休中科院工程師回憶天馬計畫最初使用青鋒飛彈改裝的探空火箭測試雙節式彈體結構可行性及空中點火實驗。天馬計畫研發的飛彈使用了雙節結構，第二節為青鋒飛彈設計改良之固態火箭為當前可信史實。天馬計畫研發的性能，詹氏年鑑判斷射程為950公里，但是張憲義認為該計畫是研發中程彈道飛彈，而中程彈道飛彈的射程不應低於1000公里。 
天馬計畫的終止時間，除了中科院說詞，參與天弓一型飛彈研發的陳傳鎬自傳中提到在民國71年（1982年）飛彈所的15億新台幣研發預算中，天弓僅分到3億，其餘為天馬計畫進行經費，然而在民國71年2月25日時已經向上層報告停止天馬計畫，使得原先不足的天弓計畫預算得到額外支持足以全力運作。擔任核能研究所副所長，後叛逃美國的的張憲義同樣也提到天馬計劃「被迫中止」。當前已知中止研發時間均為1982年，黃孝宗撰寫回憶錄時揭露他擔任中科院代院長時將楊景槱博士主持的天馬計畫中止，在該計畫結束後團隊於1983年改組為天劍計畫室，將研製能量轉移至空對空飛彈領域。
就張憲義的見解，美方憂慮的不單是飛彈本體的性能，而是飛彈可以有搭載核武器的能力。
天馬飛彈計劃停擺後，就有來源不明的說法聲稱當時研發試製品並未銷毀，但保留的試製品缺乏經費維護。這批試製品在2001年時有媒體聲稱保有數量為12枚，藏匿在台灣中央山脈內的發射陣地，目前可能處於待發狀態
。但詹氏年鑑雜誌在2002年的新聞中則認為中華民國國軍已經沒有任何的天馬飛彈存在。